# ニコラス・ブルディッソ
ニコラス・アンドレス・ブルディッソ（Nicolás Andrés Burdisso, 1981年4月12日 - ）は、アルゼンチン・コルドバ州アルトス・デ・チピオン出身の元サッカー選手。ポジションはディフェンダー。

## 経歴

### 生い立ち
1981年4月12日にブルディッソ家の長男として生まれる。父エニオは小学校の校長を務め、母ベアトリスは小学校の教師という家庭環境にあって、幼少年期は学校の旗手を頻繁に務める成績優秀な学生であった。弟のギジェルモもプロのサッカー選手として活躍している。
地元のサッカークラブで競技生活をスタートさせ、周囲からの薦めもあって14歳の時にニューウェルズ・オールドボーイズに入団。やがてニューウェルズは深刻な財政難に陥り、下部組織の寮生活を賄えなくなると、ニコラスは首都に拠点を置くボカ・ジュニアーズに入団した。

### ボカ・ジュニアーズ時代
ボカ入団後は長く試練のときが続き、出場機会を得ることのできない日々が続いた。一方で当時トップチームの監督を務めていたカルロス・ビアンチは入団当初から評価しており、1999年10月に18歳という若さながらトップチームへ昇格させた。
この抜擢の後、ブルディッソは成長を遂げ、19歳で既にチームの主力選手として3冠達成に貢献。ボカでの目覚ましい活躍は、ホセ・ペケルマン率いるU-20アルゼンチン代表入りを促し、地元アルゼンチンで開催されたFIFAワールドユース選手権に出場すると、決勝トーナメント以降に不動のレギュラーに定着し、世界制覇の原動力となった。
この頃から欧州の中堅クラブからオファーが届くようになるが、移籍はしない考えを貫き、2003年1月には初のA代表入りを果たし、同年に自身2度目となるボカでの3冠を達成した。

### インテル時代
2004年7月1日、満を持してインテルナツィオナーレ・ミラノに移籍。しかし、同年に当時1歳の娘アンジェリーナが白血病に冒され、半年間娘の看病に専念することを決意した。2005年9月にアンジェリーナの病気は完治し、ブルディッソ自身もインテルに復帰。半年間実戦から遠ざかっていたが、インテルは代役を探すこともせず早速メンバー入りを果たした。
2006年には「逆転招集」と言われる形で2006年ドイツW杯のアルゼンチン代表メンバーに入り、グループリーグ全3試合に右SBとして出場した（第3戦のオランダ戦で負傷し、ベスト16以降は出番なし）。2007年3月7日に行われたUEFAチャンピオンズリーグ決勝トーナメント、バレンシアCF戦後の乱闘騒ぎでは相手DFダビド・ナバーロに鼻を殴られ、骨折する怪我を負った。

### ローマ時代
その後はインテルでは主に控えとしてすごし、2009年8月22日に出場機会を求めASローマへレンタル移籍した。ローマでは不調のフィリップ・メクセスに代わりレギュラーとなり、インテルとの優勝争いをしたチームに貢献した。
2010 FIFAワールドカップのアルゼンチン代表メンバーにも選出され、当初は控えだったもののワルテル・サムエルの負傷もありグループリーグ第3戦のギリシャ戦以降は先発出場。アルゼンチンの全5試合に出場しベスト8進出に貢献した。
シーズン終了後にはローマへの完全移籍を希望。金銭面での問題などから難航するも、2010年8月28日に移籍金800万ユーロでの完全移籍が発表された。弟のギジェルモもレンタル移籍での加入が決定しており、これにより2009-10シーズンからは兄弟でローマでプレーすることとなった。

### ジェノア時代
2014 FIFAワールドカップ出場を目指し移籍を志願し、2014年1月23日、ジェノアCFCに移籍した。

## その他
- 過去にはマンチェスター・ユナイテッドFCやユヴェントスFCが獲得を打診したことがある。
- インテル時代に背負っていた背番号3が、2006年9月12日に死去したジャチント・ファッケッティ会長の永久欠番になったことにより、シーズン途中で背番号を16に変更することになった。

## 代表歴

### 出場大会
- アルゼンチン代表
  - 2006 FIFAワールドカップ
  - 2010 FIFAワールドカップ

### 試合数
- 国際Aマッチ 49試合 2得点（2003年-2011年）[3]

| アルゼンチン代表 | 国際Aマッチ | 国際Aマッチ |
| 年               | 出場        | 得点        |
| ---------------- | ----------- | ----------- |
| 2003             | 3           | 0           |
| 2004             | 1           | 0           |
| 2005             | 2           | 0           |
| 2006             | 5           | 0           |
| 2007             | 6           | 0           |
| 2008             | 8           | 2           |
| 2009             | 2           | 0           |
| 2010             | 10          | 0           |
| 2011             | 12          | 0           |
| 通算             | 49          | 2           |

## タイトル

### クラブ
ボカ・ジュニアーズ
- プリメーラ・ディビシオン : 2000-01A, 2003-04A
- コパ・リベルタドーレス : 2000, 2001, 2003
- トヨタカップ : 2000, 2003

インテル
- セリエA : 2005-06, 2006-07, 2007-08, 2008-09
- コッパ・イタリア : 2004-05, 2005-06
- スーペルコッパ・イタリアーナ : 2005, 2006, 2008

### 代表
アルゼンチン代表
- FIFAワールドユース選手権 : 2001
- オリンピックのサッカー競技金メダル : 2004